# Carlos Blixen
Carlos Samuel Blixen Abella, född 27 december 1936 i Montevideo, död 1 augusti 2022, var en uruguayansk basketspelare.
Blixen blev olympisk bronsmedaljör i basket vid sommarspelen 1956 i Melbourne.